# Gandarela
Gandarela é uma povoação portuguesa do Município de Guimarães que foi sede da extinta Freguesia de Gandarela, freguesia que tinha 1,71 km² de área e 1 074 habitantes (2011), e, por isso, uma densidade populacional de 628,1 hab/km².
A Freguesia de Gandarela foi extinta em 2013, no âmbito de uma reforma administrativa nacional, para, em conjunto com a Freguesia de Conde, formar uma nova freguesia denominada União das Freguesias de Conde e Gandarela com a sede em Conde.

## População
| Número de habitantes | Número de habitantes | Número de habitantes | Número de habitantes | Número de habitantes | Número de habitantes | Número de habitantes | Número de habitantes | Número de habitantes | Número de habitantes | Número de habitantes | Número de habitantes | Número de habitantes | Número de habitantes | Número de habitantes |
| -------------------- | -------------------- | -------------------- | -------------------- | -------------------- | -------------------- | -------------------- | -------------------- | -------------------- | -------------------- | -------------------- | -------------------- | -------------------- | -------------------- | -------------------- |
| 1864                 | 1878                 | 1890                 | 1900                 | 1911                 | 1920                 | 1930                 | 1940                 | 1950                 | 1960                 | 1970                 | 1981                 | 1991                 | 2001                 | 2011                 |
| 296                  | 275                  | 322                  | 358                  | 348                  | 328                  | 410                  | 518                  | 622                  | 657                  | 715                  | 846                  | 1 033                | 1 163                | 1 074                |